# David Frumerie
David Frumerie, född 1641, död 1677, var en svensk konterfejare och dekorationsmålare.

## Biografi
David Frumerie var son till Martin Frumerie som på Louis De Geers uppmaning flyttade till Sverige 1635 från Leiden. Frumerie var gift med Barbro E-dotter Löök, och farbror till Caleb som senare adlades Caleb de Frumerie. Som dekorationsmålare utförde han en mängd dekorationsarbeten och förgyllningsarbeten på Drottningholms slott 1666 och 1670. Han är representerad vid Gripsholm med ett porträtt av Gustaf Vasa och vid Nationalmuseum med ett tiotal målningar.